# 国鉄キハ45系気動車
キハ45系気動車（キハ45けいきどうしゃ）は、日本国有鉄道（国鉄）の気動車である。キハ23系気動車と呼ばれることもある。
1966年（昭和41年）から1969年（昭和44年）にかけて179両が製造された。
キハ45系の呼称は、正式の系列呼称ではなく、同一の設計思想によって製造されたキハ23・キハ24・キハ45・キハ46・キハ53の各形式を総称したものである。

## 概要
都市近郊の通勤輸送と中長距離輸送の機能を併せ持つ気動車として構想され、従来の一般形気動車よりも出入口幅、通路幅が広くとられた近郊形と位置付けられる。エンジン、変速機、台車などは当時の標準的なものを採用している。
1960年代中期、国鉄では一般形気動車として主に地方線区向けのキハ20系と、大都市近郊線向けのキハ35系を製造していた。しかし、キハ20系は扉幅が850 mmと狭くラッシュ時の乗降に不便であり、キハ35系はもともと関西本線湊町駅 - 奈良駅間に投入されることを念頭に設計された通勤輸送に主眼を置いた構造で、当時はこれほどの収容力を必要とする線区はそれほど多くなかった。本系列は、前出2系列の中間的な存在である近郊形として開発され、1966年（昭和41年）から1969年（昭和44年）までにキハ23・キハ24・キハ45・キハ46・キハ53の5形式、179両が製造された。
需要に応じて投入されたため、両数が比較的少ない割に全国各地で広く運用され、国鉄時代は普通列車だけでなく、一部急行列車にも使用された。座席配置は扉間と車端部がボックスシート、扉付近にロングシートのセミクロスシートで、座席の構造、ピッチ1,400 mm、幅930 mmは当時の近郊形電車（113系など）と同一となり、従来の一般形気動車よりも通路幅、出入口幅が広く取られた。

## 形式一覧
キハ45系には5形式が存在した。各形式・番台の特徴を下表にまとめた。
| キハ45系 新造時形式・番台別特徴一覧 |        |        |          |          |        |      |      |                 |                |
| 運転台                              | 客扉   | 形式   | 番台区分 | 仕向け地 | デッキ | 機関 | 両数 | 製造年          | 備考           |
| 両                                  | 両開き | キハ23 | 0        | 暖地     | 無     | 1台  | 33   | 1966年 - 1969年 |                |
| 両                                  | 両開き | キハ23 | 500      | 寒地     | 無     | 1台  | 21   | 1967年 - 1969年 |                |
| 両                                  | 片開き | キハ24 | 無       | 酷寒地   | 有     | 1台  | 10   | 1967年          |                |
| 片                                  | 両開き | キハ45 | 0        | 暖地     | 無     | 1台  | 74   | 1966年 - 1968年 |                |
| 片                                  | 両開き | キハ45 | 500      | 寒地     | 無     | 1台  | 22   | 1967年 - 1969年 |                |
| 片                                  | 両開き | キハ45 | 600      | 暖地     | 無     | 1台  | 2    | 1969年          | 簡易郵便荷物車 |
| 片                                  | 片開き | キハ46 | 無       | 酷寒地   | 有     | 1台  | 6    | 1966年          |                |
| 両                                  | 両開き | キハ53 | 0        | 暖地     | 無     | 2台  | 9    | 1967年・1969年  |                |
| 両                                  | 両開き | キハ53 | 100      | 暖地     | 無     | 2台  | 2    | 1968年          | 長大編成対応   |

- 酷寒地：北海道向け、寒地：本州の寒冷地向け、暖地：それ以外の地域向け[20]

## 構造

### 車体

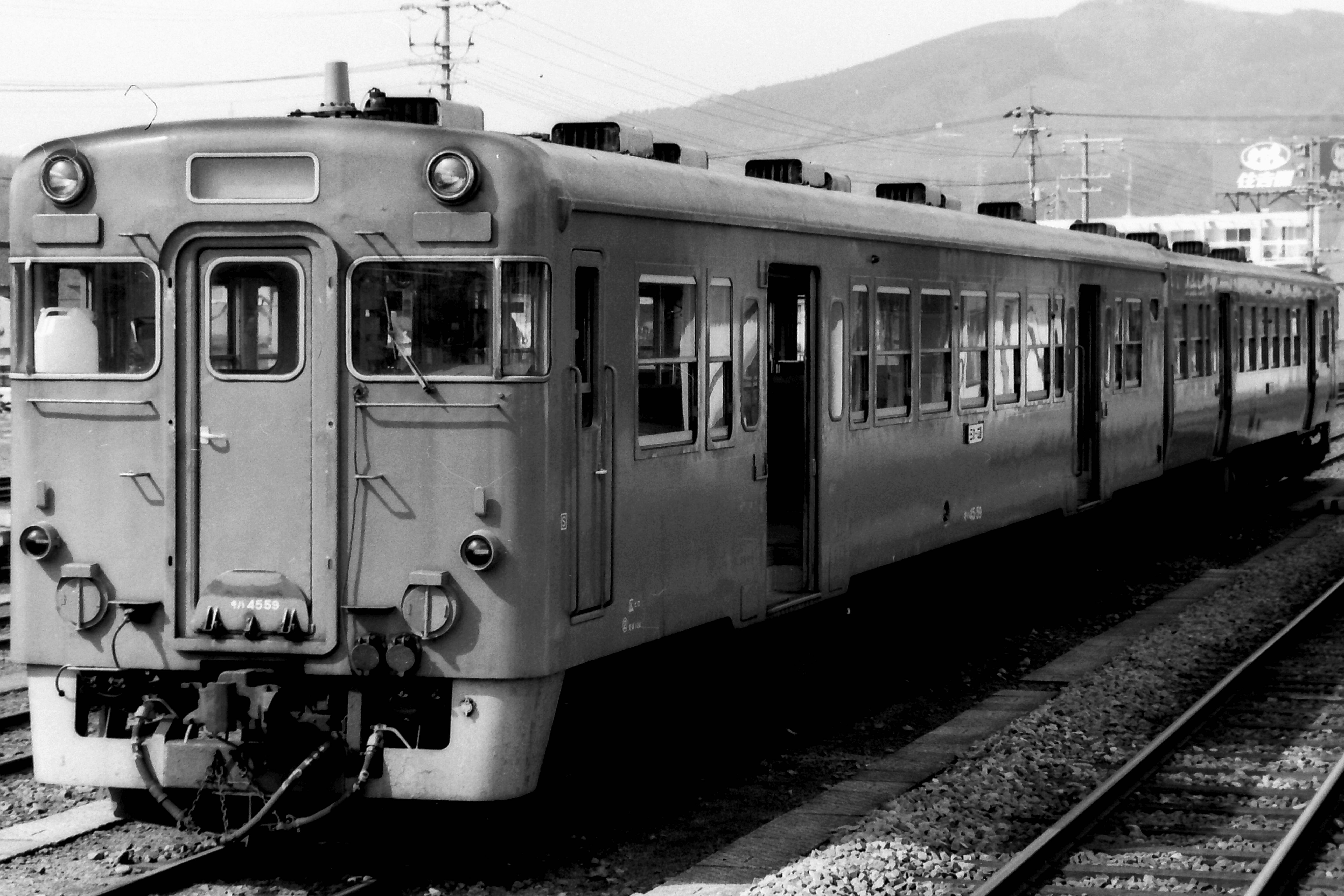
三次駅で待機するキハ45 59とキハ47の普通列車
1990年3月撮影

都市近郊の通勤輸送と中距離輸送の機能を併せ持つ構造として、本州向けについては1,300 mm幅の両開き扉を片側2か所に備える。北海道向けは防寒・保温のためキハ22と同様に車端部に片開き扉を配置しデッキを設けているが、扉幅は1,000 mmに拡大されている。いずれの場合も扉にはステップが設けられた。
車体幅は併結を考慮して従来の一般形気動車と同じ約2,800 mmとなり、急行形気動車のような幅広車体は採用されなかった。1エンジン搭載車と2エンジン搭載車で全長が統一され、急行形気動車同様に最大長21,300 mm（車体長約20,800 mm）となった。
運転台は、衝突事故対策及び運転士の視認性の向上のため、床面が300 mmかさ上げされた高床式となり、前面窓には角R 200 mmのパノラミックウィンドウが一般形気動車として初めて採用された。前面下部には大型の排障器（スカート）が設置され、排障器の下に取り外し式の雪かき器が取り付けられた。貫通扉上部には行先表示器が設置され、前照灯は急行形同様、前頭部にシールドビーム2灯が設置された。
側窓は、一般形気動車として初めて外はめ式のユニット窓（下段上昇、上段下降）が採用されたが、北海道向け車については、防寒のため従来同様の一段上昇式の二重窓とされ、内窓の枠はFRP製となった。全車に便所が設けられている。

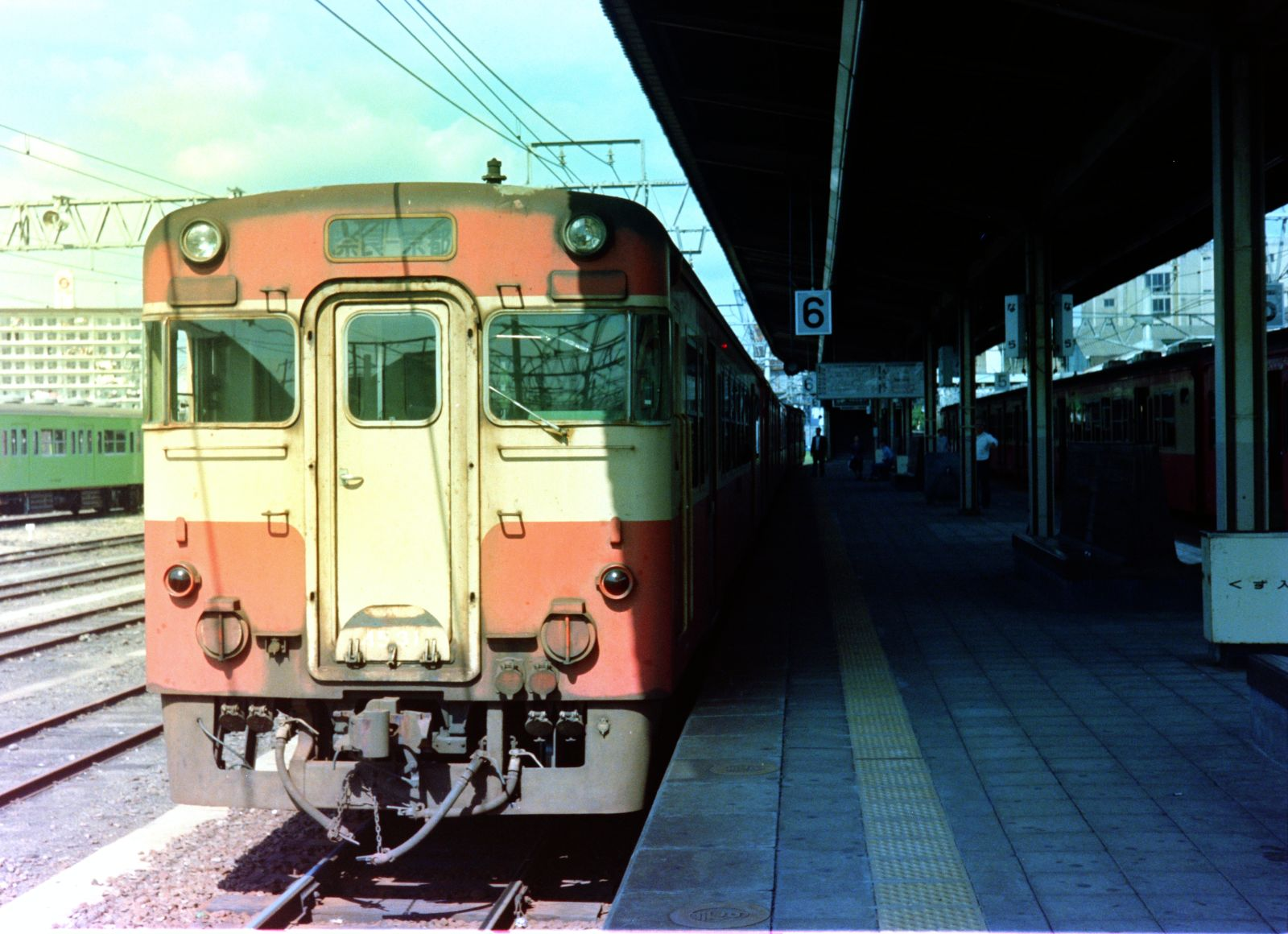
オリジナルの塗装 (キハ45)

床下機器の配置、機器選定、運転台寸法などが標準化され、これらの組み合わせで各車種が構成できるよう工夫された。
製造当初は、車体下部から910 mmと雨樋より220 mmが朱色4号（朱色）、それ以外がクリーム4号（クリーム色）の一般形気動車の標準塗装だったが、1977年（昭和52年）以降一般形気動車の標準塗装が朱色5号（朱色）一色のいわゆる首都圏色に変更されたことから、キハ45系各型式も1980年（昭和55年）ごろまでに順次首都圏色に塗り替えられた。国鉄分割民営化前後からは、各地域独自の塗装に塗り替えられるものが多くなった。
キハ45系は、昭和41年度から43年度まで7回に分けて発注されているが、その間の設計変更点は細部の改良・材質変更などに留まっており、外観に影響するような変化は、昭和41年度第2次債務車以降で車側灯形状が変更されたこと、昭和42年度本予算以降の暖地向けで、タイフォンシャッターが廃止された程度である。

### 車内設備
座席配置は扉間と車端部がボックスシート、扉付近にロングシートのセミクロスシートで、座席の構造は当時の近郊形電車と同一となり、シートピッチ1,400 mm、幅930 mmも近郊形電車と同一である。キハ20系の幅987.5 mm、シートピッチ1,470 mmに対し、幅、間隔ともに縮小されている。
北海道向けでは室内の防寒・保温のためキハ22と同様にデッキが設けられ、デッキとの仕切り付近はロングシート、それ以外の部分はボックスシートとなった。便所の扉は本州向けの引き戸に対し北海道向けでは開き戸となり、デッキに便所扉が設けられた。本州向け車両の床は耐水性防腐鋼板の上に塩化ビニールの床材を張ったもの、北海道向けでは厚さ25 mmの板張りとされた。暖房については急行形気動車同等の温水式が標準となった。客室内壁は、本州向けが淡緑1号（薄緑色）、北海道向けが薄茶色4号（サンドベージュ）、天井が白、運転室は仕向け地にかかわらず淡緑3号（ミストグリーン）、北海道向けのデッキは運転室と同色とされた。前面ガラスのデフロスタは従来の電熱式から温気式に改良されている。運転台の操作機器類は、運転士側に若干傾斜して配置され、操作性の改善が図られた。
簡易郵便荷物車であるキハ45 601・602は、半室をロングシートとし、2か所に設けられたアコーディオンカーテンで車内を仕切ってロングシート部を郵便室・荷物室として使うことができた。郵便・荷物輸送の廃止後はアコーディオンカーテンが撤去されたが、半室ロングシートはそのままとされた。

### 主要機器

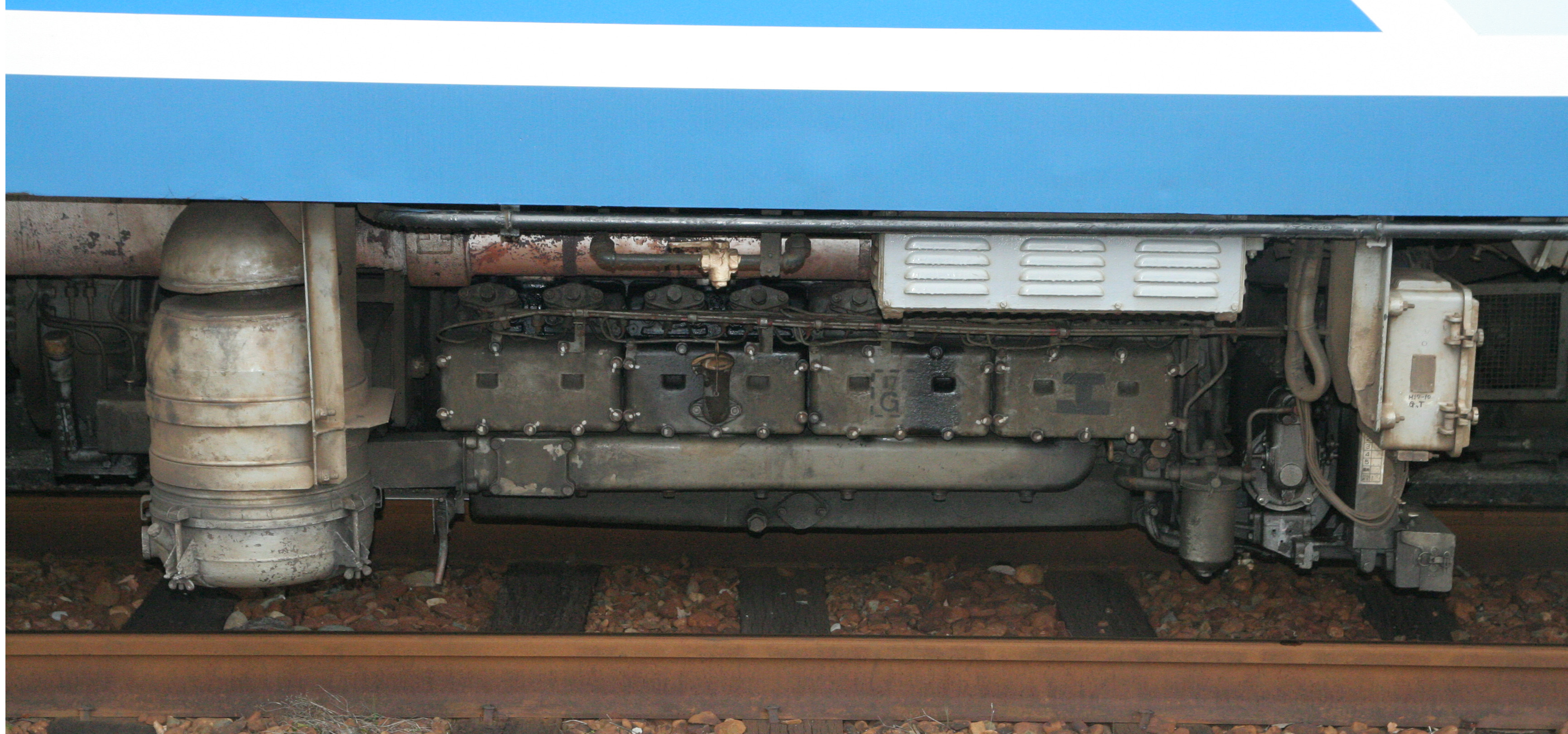
DMH17H形ディーゼルエンジン

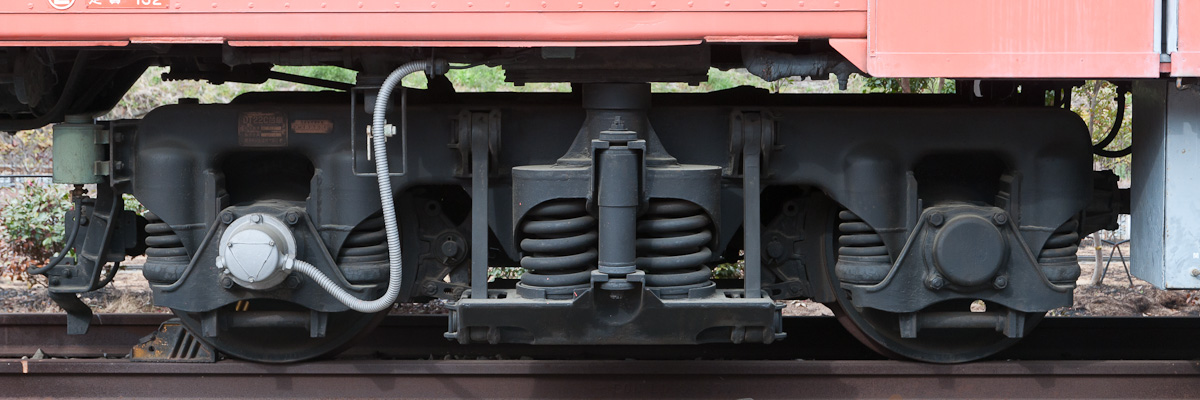
DT22C形台車

騒音防止と標準化を狙い、横形の DMH17H形ディーゼル機関 （180 PS  / 1,500 rpm）が採用され、神鋼造機製TC2A形又は新潟コンバーター製DF115A形液体変速機を組み合わせて1軸を駆動する。エンジンと変速機は勾配線区向けのキハ53のみ2組を搭載し、それ以外は1組を搭載した。台車は、キハ20系後期形や、キハ58系と同様のウイングばね式DT22C（動台車）・TR51B（付随台車）を採用、1エンジン車では前位側が動台車、後位側が従台車となっている。
なお、本形列が開発される前の1963年（昭和38年）より国鉄ではDMF15系エンジンの開発を行っていたが、採用は見送られた。

## 形式各説
形式ごとの相違点、歴史をまとめる。キハ45系の製造に先立ち、客車改造気動車のキハ40形（初代）・キハ45形（初代）がそれぞれキハ08形・キハ09形（2代）に改称されている。

### キハ23形

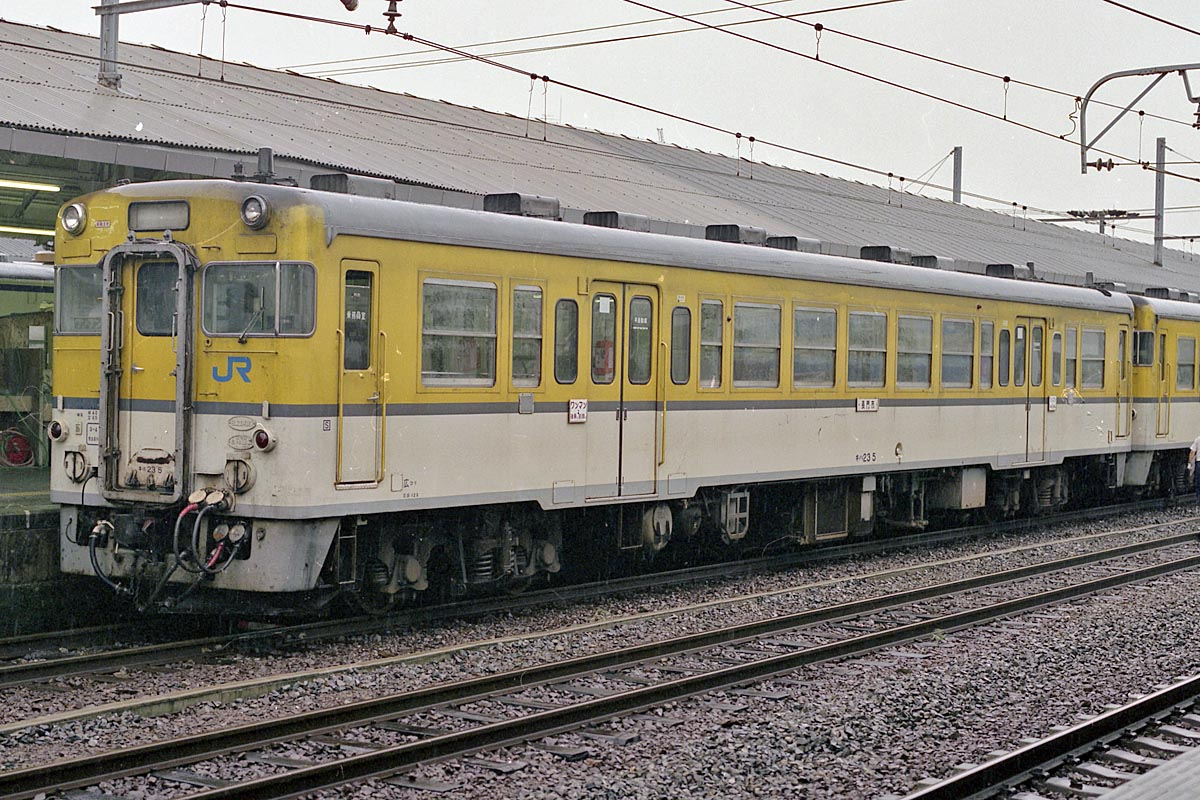
キハ23 5

1台機関搭載の両運転台車で、1966年（昭和41年）11月から1969年（昭和44年）2月にかけて暖地形の0番台33両、1967年（昭和42年）11月から1969年（昭和44年）1月にかけて寒地形の500番台21両の計54両が製造された。
国鉄時代に廃車になった車両はなく、JR東日本に500番台11両、JR西日本に0番台30両・500番台10両の計40両、九州旅客鉄道（JR九州）に0番台3両、各社合計で54両が継承された。JR西日本の29両に対し、1990年（平成2年）から1992年（平成4年）にかけてワンマン化工事が施工されるとともに、キハ23 520には冷房化改造工事も施工された。JR東日本では全11両に対して、1990年（平成2年）から1992年（平成4年）にかけて車体・機関更新工事を施工した。2003年（平成15年）までJR西日本に残っていたキハ23 520がキハ45系最後の稼働車となった。キハ23 1が運用離脱後も保留車となっていたが、 2009年（平成21年）6月10日付で廃車され、全廃された。

### キハ24形

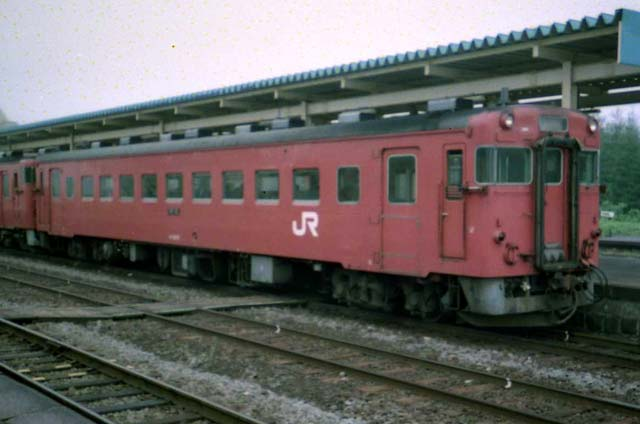
キハ24形

北海道向け1機関搭載の両運転台車で、1967年（昭和42年）4月に10両が日本車輌製造で製造された。
新製当初は1 - 4、9、10が函館機関区、5 - 8が郡山機関区に配置された。郡山に配属された車両ものちに北海道へ移動した。

全車が北海道旅客鉄道（JR北海道）に継承された。1 - 4、9、10は函館を一度も離れず、1992年 （平成4年）から1995年（平成7年）にかけて全車廃車された。

### キハ45形

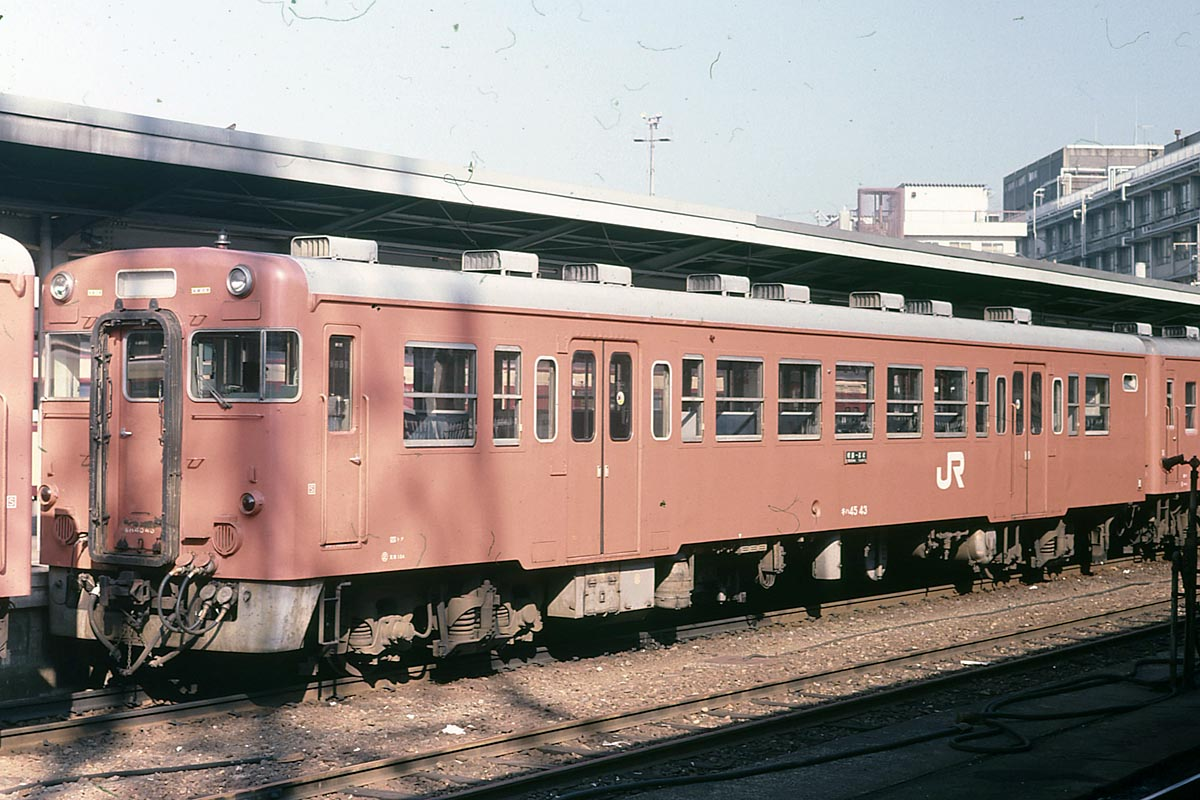
キハ45　43

本州向け、1機関搭載の片運転台車で、各番台合わせて98両が製造された。暖地向けの0番台74両は1966年（昭和41年）10月から1968年（昭和43年）2月に、床下機器の保温対策を強化した寒地向けの500番台22両は1967年（昭和42年）10月から1969年（昭和44年）3月に、暖地向け簡易郵便荷物車の600番台2両は1969年（昭和44年）3月にそれぞれ製造され、全国各地で使用された。キハ20形・キハ22形・キハ52形にも簡易郵便荷物車があり、同様に600番台に区分されていたが、これらはすべて改造車である一方、キハ45形600番台は新製車である。1967年（昭和42年）4月から5月にかけて製造されたキハ45 32 - 36・42 - 61の25両は、夏季の観光客輸送のため函館・苗穂・旭川・池田・釧路に新製配置され、夏季輸送終了後、32-36は中国地区へ、54は九州へ、それ以外の19両は四国へ転属している。キハ45 20は1987年（昭和62年）2月に直方気動車区で廃車され、JRには継承されなかった。
JR東日本に0番台11両・500番台14両の計25両、JR西日本に0番台30両、500番台8両の計38両、四国旅客鉄道（JR四国）に0番台24両、JR九州に0番台8両・600番台2両の計10両、各社合計97両が継承された。民営化直後の1989年（平成元年）から各社で急速に廃車され、1991年（平成3年）にJR四国から、1992年（平成4年）にJR東日本から、1994年（平成6年）にJR西日本からそれぞれ消滅した。1994年（平成6年）10月以降はJR九州にキハ45 22が残るのみとなったが、これも翌1995年（平成7年）8月に廃車され、形式消滅した。

### キハ46形

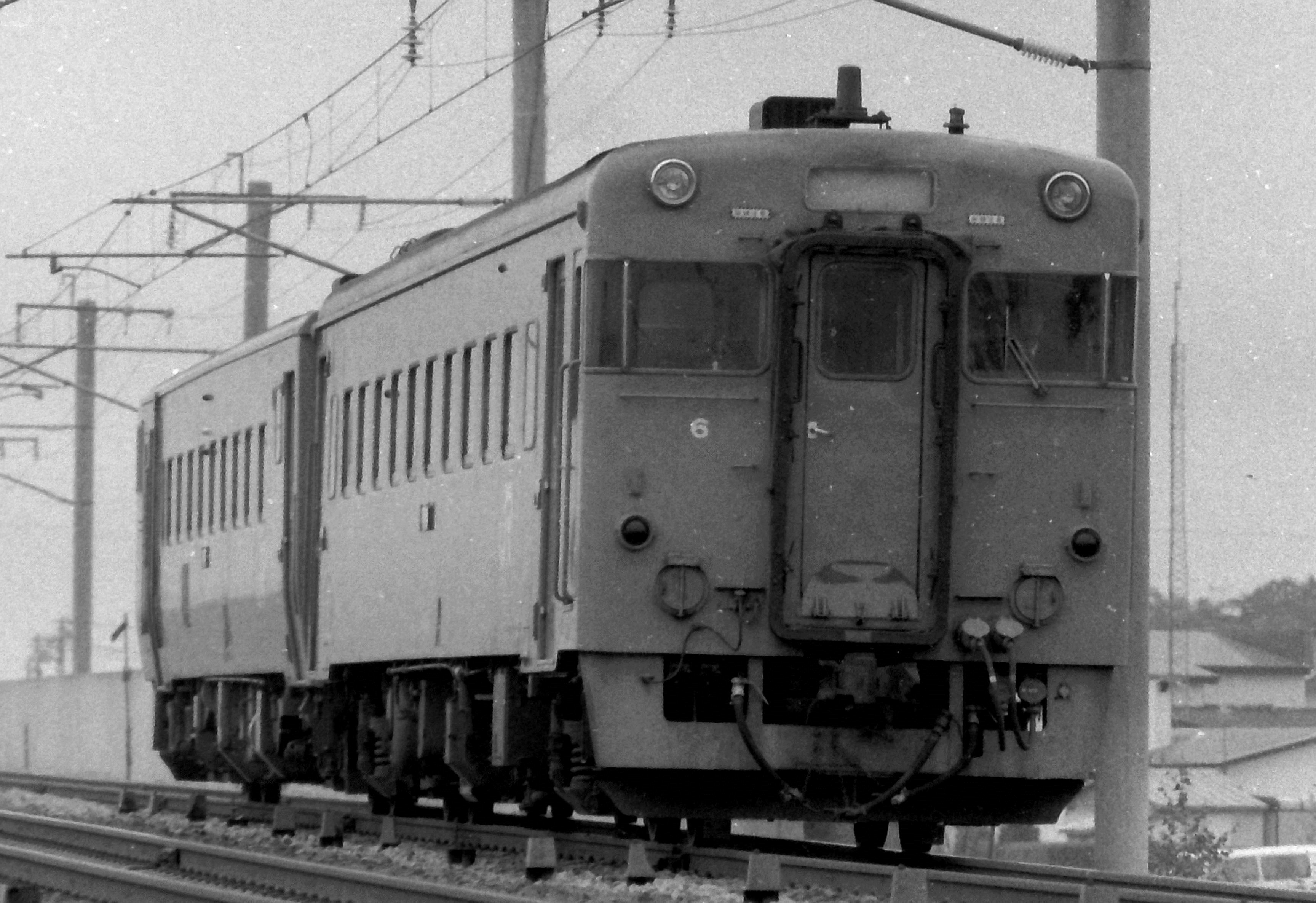
キハ46 6

北海道向け1台機関搭載の片運転台車で、1966年（昭和41年）12月に6両が富士重工業で製造された。1 - 4が苗穂、5が旭川、6が函館に新製配置され、廃車まで北海道内で使用された。
1987年（昭和62年）1月に廃車されたキハ46 5を除いた5両がJR北海道に継承されたが、片運転台のため単行運転ができないことから余剰となり、1991年（平成3年）にキハ46 6が、残り4両が 1992年（平成4年）に廃車され、形式消滅した。

### キハ53形

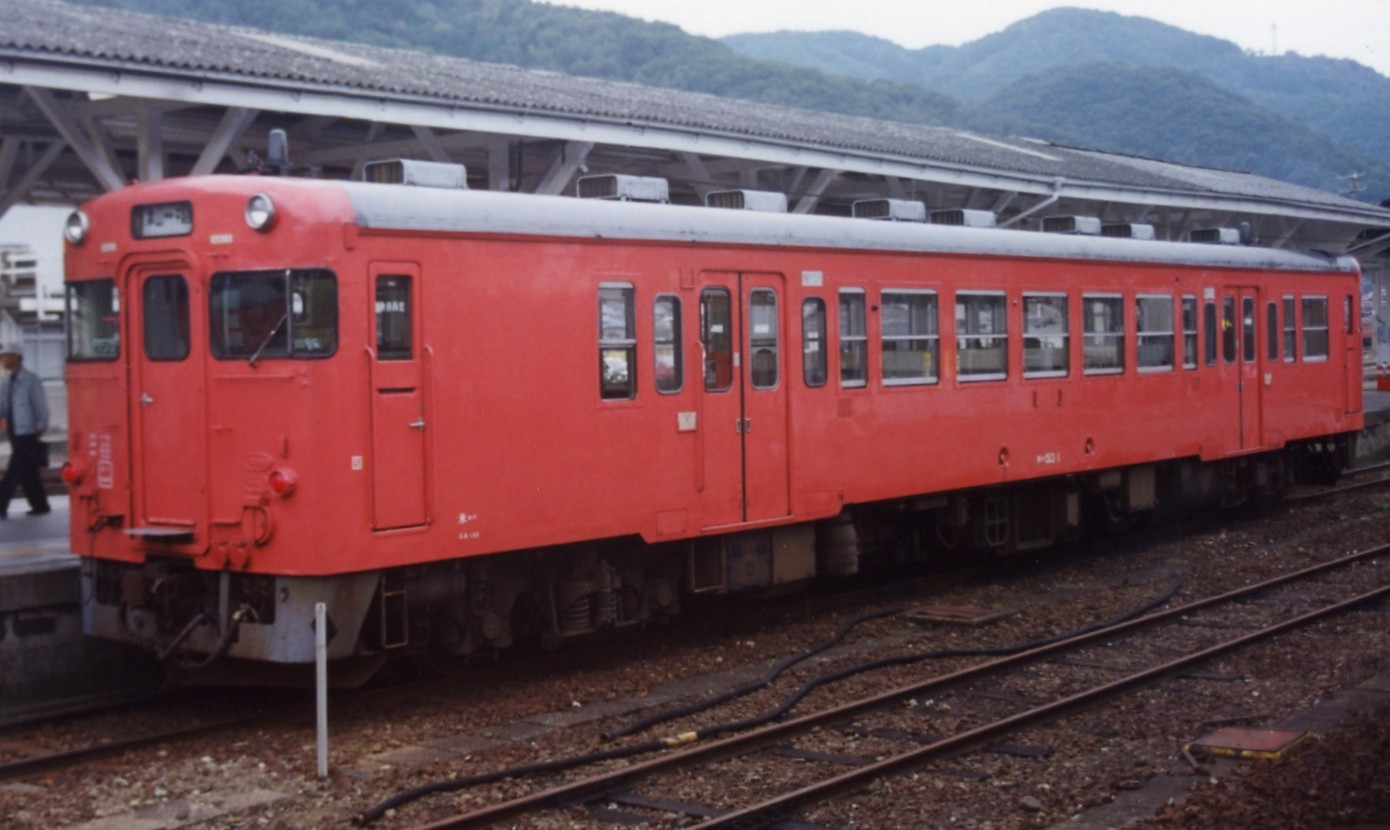
キハ53 1

2機関搭載の両運転台車で、1967年（昭和42年）3月から1969年（昭和44年）3月にかけて暖地向けの0番台9両、1968年（昭和43年）12月に暖地向け長大編成対応形の100番台2両、計11両が製造された。床下に水タンクを搭載するスペースがないことから、便所向かい側の3位側客室内に水タンクが設けられ、その部位には窓が設けられず、定員もキハ23に対して2名減少している。100番台は10両編成以上の長大編成に対応するため、キハ58 401以降と同様にブレーキ制御継電器などを追設したもので、0番台と外観の差はない。

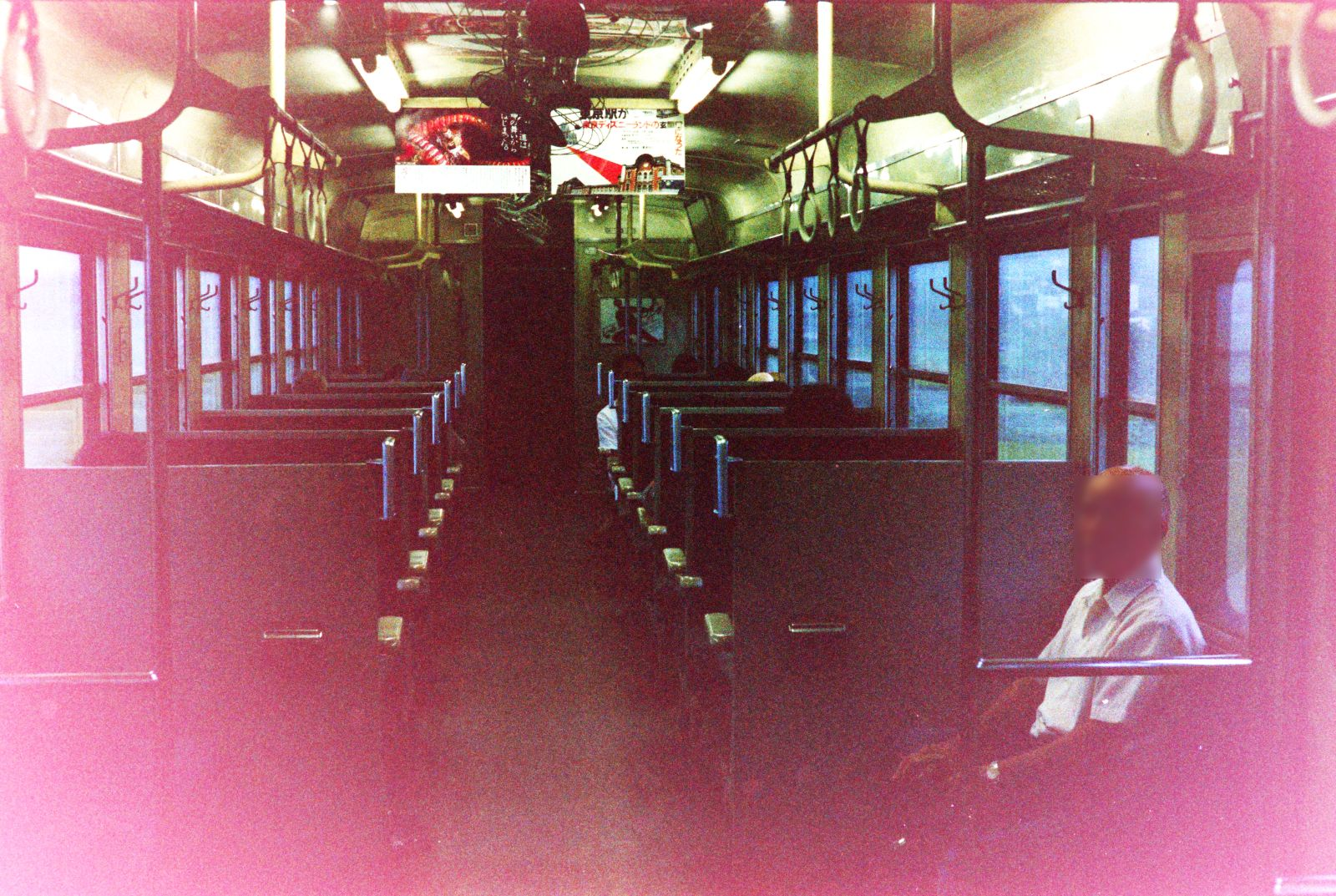
キハ53車内前方の運転台手前右側に便所、左側に水タンク

キハ53 6は国鉄時代の1983年（昭和58年）、木次線で斜面崩壊による脱線転落で廃車となり、それ以外の0番台6両がJR西日本に、0番台及び100番台各2両がJR九州にそれぞれ継承された。JR西日本の全6両に対して1990年（平成2年）から1991年（平成3年）にかけてワンマン化工事が施工された。JR九州では大分及び鹿児島に配置されたが、1993年（平成5年）3月24日付で全車同時に廃車、JR西日本では木次線、津山線、小浜線などで使用されたが、1995年（平成7年）に津山配置車3両が廃車され、残り3両も2003年（平成15年）3月の小浜線電化により廃車され、全廃となった。
なお、国鉄末期の1986年（昭和61年）から分割民営化後の1988年（昭和63年）にかけて、急行形気動車に両運転台化改造が施工され、キハ56形からの改造車がキハ53形500番台、キハ58形からの改造車がキハ53形200番台・1000番台にそれぞれ編入されているが、出自が異なるため本項では扱わない。

### 製造年・製造会社別一覧
キハ45系の製造年別製造会社一覧を下表にまとめる。
| 製造 年度 | 形式    | 日本車輌製造   | 新潟鐵工所          | 富士重工業              | 帝國車輛工業 |
| --------- | ------- | -------------- | ------------------- | ----------------------- | ------------ |
| 1966      | キハ 23 | 1 - 22         |                     |                         |              |
| 1966      | キハ 24 | 1 - 10         |                     |                         |              |
| 1966      | キハ 45 | 1 - 19 55 - 61 | 20 - 25 32 - 36     | 26 - 28 37 - 54 62 - 69 | 29 - 31      |
| 1966      | キハ 46 |                |                     | 1 - 6                   |              |
| 1966      | キハ 53 |                | 1 - 7               |                         |              |
| 1967      | キハ 23 | 506 - 509      | 23 - 28             | 501 - 505 510 - 516     |              |
| 1967      | キハ 45 |                | 70 - 74 501 - 507   |                         |              |
| 1968      | キハ 23 |                | 517 - 521           | 29 - 33                 |              |
| 1968      | キハ 45 | 514 - 517      | 508 - 513 518 - 520 | 521・522 601・602       |              |
| 1968      | キハ 53 |                | 8・9 101・102       |                         |              |

## 改造
キハ45系では、製造期間が短く、両数も多くないため、製造時による形態の差異がほとんどない。改番を伴う改造は行われなかった。番号の変更を伴わない主な改造工事には以下のようなものがある。

### 簡易荷物車化
1984年（昭和59年）に、木次線のキハ52形600番台置換え用にキハ53 1（10月）2（3月）を簡易荷物車に改造した。前位側のロングシートを撤去し、クロスシート部との境にアコーディオンカーテンを設けた。1985年（昭和60年）3月に木次線の荷物輸送が廃止されたため、同月に原形に復旧している。

### 車両更新・機関換装
JR東日本に継承され、東北地方で使用されていたキハ23形500番台11両全車に対し、1990年（平成2年）から1991年（平成3年）にかけて気動車車両更新工事が施工された。車両の延命および接客設備改善のため、車体外板の更新、化粧板、カーテン、座席モケットの更新、扉の交換、配管類のステンレス化などが施工された。隙間風対策として扉の窓ガラス支持が金属押さえ方式に変更され、火災対策工事として機関がコマツ製のDMF11HZ（SA6D125H-1）に交換された。変速機及び動力伝達装置の耐久性に影響しないよう、機関出力は250 PS / 2,000 rpmとされた。

### ワンマン改造
JR西日本のキハ23形29両（1-7・14・16-22・26・29-33・501・502・506-509）、キハ53形6両全車に対し、1990年（平成2年）から1992年（平成4年）にかけてワンマン化工事が施行され、主に中国地方で使用された。運転台と扉が離れていること、高運転台であることなどからワンマン運転には不向きで、JR他社ではワンマン化工事の対象とはならなかった。

### ビール列車用への改造
長崎運転所に配置されていたキハ45 54はビール列車用として1993年（平成5年）ごろ、前位側半分が厨房に改造されている。

### 冷房改造
越美北線で使用されていたJR西日本のキハ23 520に対して、サブエンジン式AU34形冷房装置を搭載する工事が施工された。キハ45系で唯一の冷房車である。高岡を経て山口地区に移り、2003年（平成15年）10月まで使用され、キハ45系で最後の稼働車となった。

## 国鉄分割民営化後の状況
国鉄分割民営化に際しては、JR東海を除く旅客鉄道各社に176両が継承された。JR化後は各地区で独自の塗装が採用された。
1990年代から廃車が進行し、JR北海道では1995年、JR東日本では2000年、JR四国では1991年、JR九州では1993年までに全車廃車された。JR西日本では2003年に運用を終了し、保留車として残った車両も2009年に全車廃車された。
キハ45系のJR各社への継承先を下表にまとめた。
| 形式    | JR北海道  | JR東日本                                | JR西日本                                                            | JR四国                         | JR九州                     |
| ------- | --------- | --------------------------------------- | ------------------------------------------------------------------- | ------------------------------ | -------------------------- |
| キハ 23 |           | 503-505・510-515 517・518               | 1-23・26・27・29-33 501・502・506-509 516・519-521                  |                                | 24・25・28                 |
| キハ 24 | 1-10      |                                         |                                                                     |                                |                            |
| キハ 45 |           | 1-6・9-11・61・62 501-510・514-516・520 | 8・12・14-16・18・19 28-41・55-60・72-74 511-513・517-519・520・521 | 7・13・17・26・27 42-53・63-69 | 21-25・54・70・71 601・602 |
| キハ 46 | 1-3・5・6 |                                         |                                                                     |                                |                            |
| キハ 53 |           |                                         | 1・2-5・7                                                           |                                | 8・9 101・102              |

### JR北海道
JR北海道所属車のうちキハ24は函館と苫小牧に、キハ46は苗穂に集約されていたが、1995年（平成7年）3月15日までに定期運用を離脱し、同年中までに全車廃車された。

### JR東日本
JR東日本からは水郡線用が1992年（平成4年）に廃車された後、小牛田に集約された更新済の寒地向けが2000年（平成12年）に廃車されて消滅した。

### JR西日本

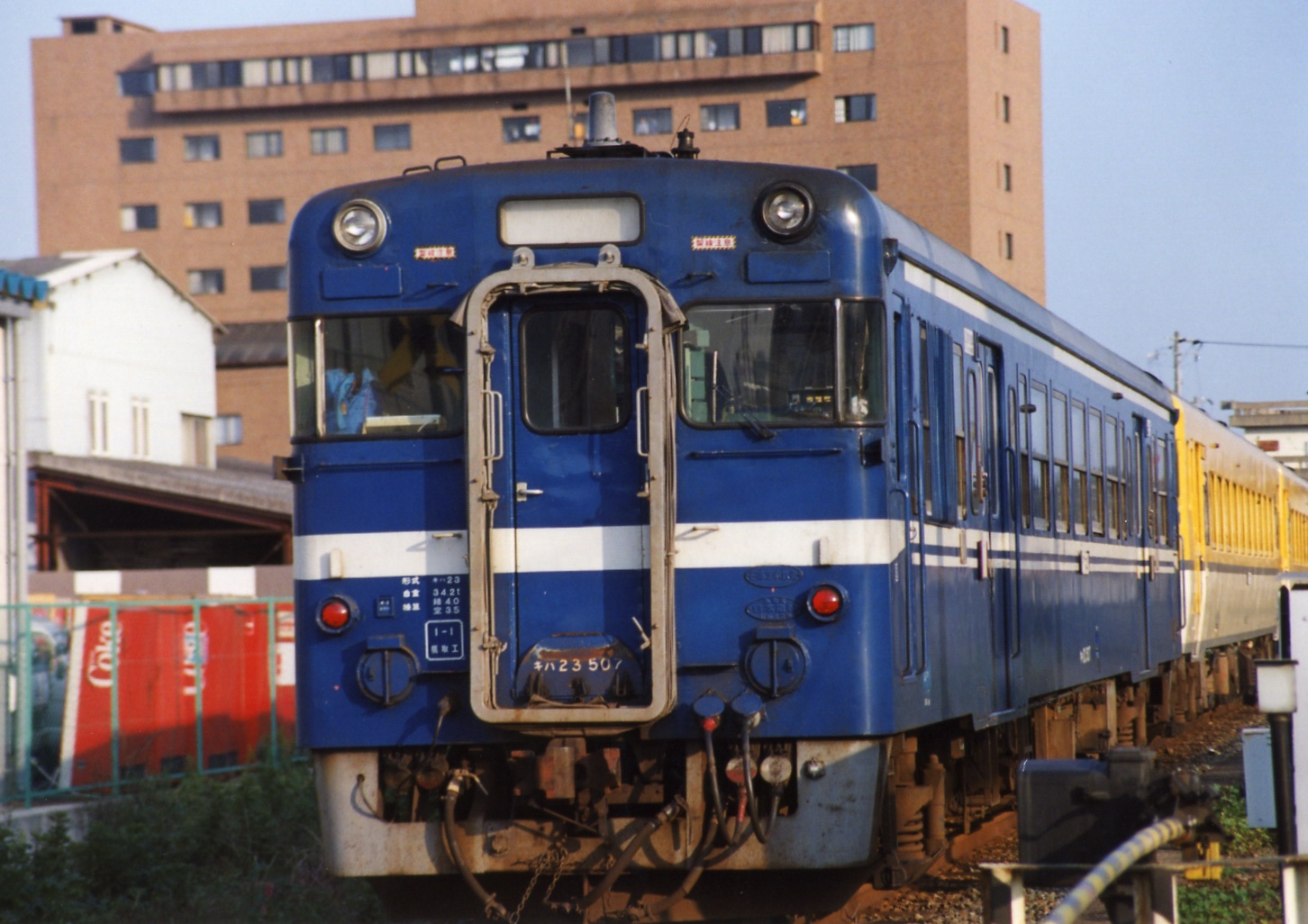
東萩駅に進入するキハ23。津山色と広島色の混結。
1993年10月撮影

営業運転での使用はJR西日本山口鉄道部の1両（キハ23 520）による2003年（平成15年）10月ダイヤ改正前の運用が最後となった。また、保留車として下関総合車両所本所にて保管されていた1両（キハ23 1）も、2009年（平成21年）6月10日付で廃車、解体処分され、キハ45系は消滅した。

### JR四国
JR四国では1991年までに全車廃車された。

### JR九州
JR九州所属車は、末期は大分にキハ23 600番台2両とキハ53 2両が、鹿児島にキハ53 100番台2両が残っていたが、これも1993年（平成5年）に廃車された。

## 運用
1966年（昭和42年）10月・11月に房総各線、陸羽東線、城端線、氷見線、山口線用としてキハ23形1両、キハ45形31両が、北海道各線用としてキハ46形6両が製造され、以降1969年（昭和44年）3月までにキハ23・キハ24・キハ45・キハ46・キハ53の5形式、179両が投入された。需要に応じ、両数が比較的少ない割に全国各地に配置され、初期はキハ10系・キハ20系・キハ35系と、末期はキハ35系・キハ47系と混用され、普通列車だけでなく、一部急行列車にも使用された。
1983年（昭和58年）3月2日に木次線で発生した脱線事故でキハ53 6が同年3月22日付で廃車されたのが本系列初の廃車である。キハ45 20とキハ46 4は国鉄分割民営化直前の1987年（昭和62年）1月と2月に廃車されており、この3両のみがJRに継承されなかった。

### 北海道地区

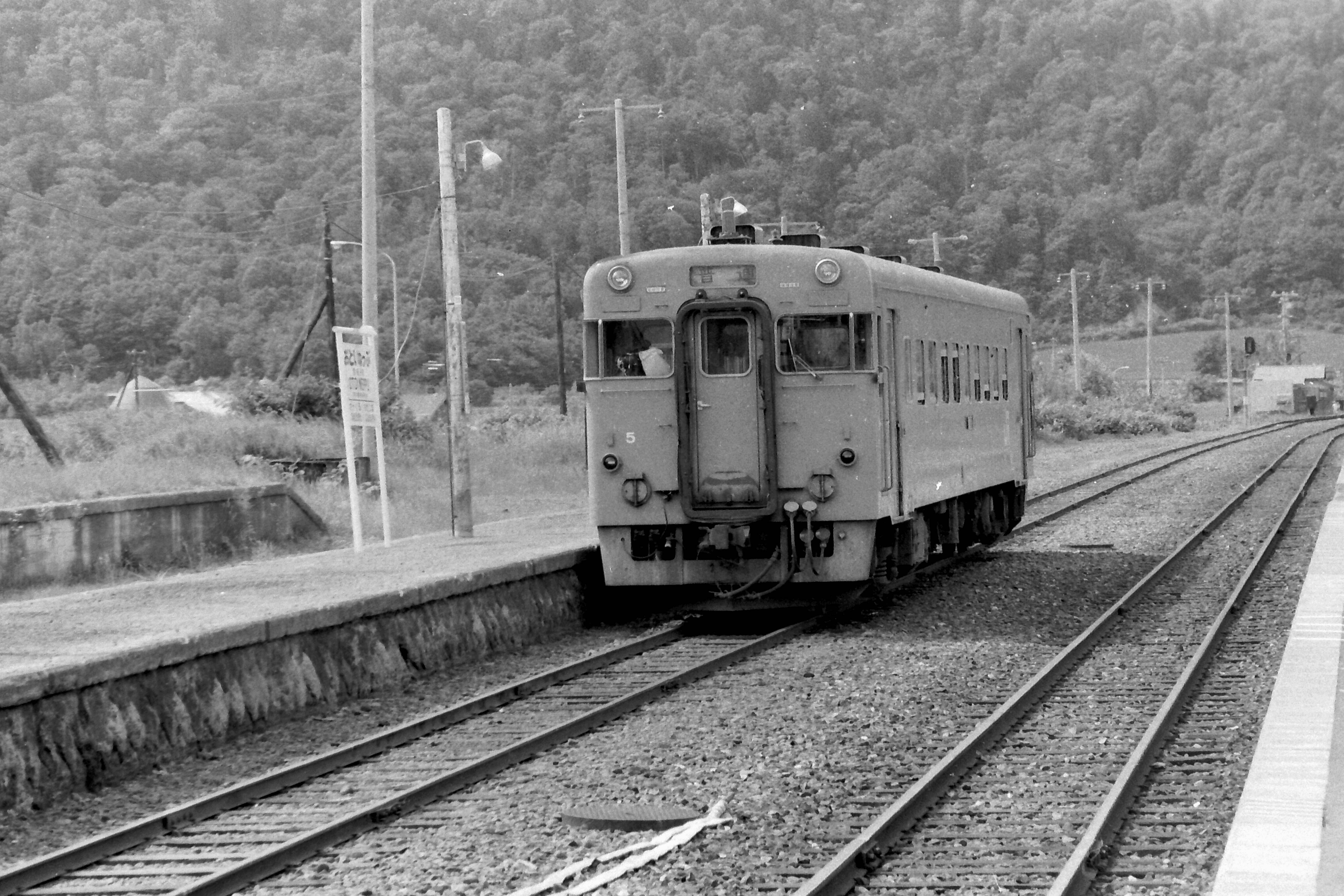
音威子府駅を発車するキハ24。この時期、道北で運用されていたキハ24は2両のみ。
1988年7月撮影

北海道では当初キハ24 6両、キハ46 1両が函館に配置され、函館本線、瀬棚線、松前線、江差線など函館周辺の各線で、キハ46の残り5両は苗穂に配置され、函館本線、千歳線、札沼線で運用された。函館では「松前」、「せたな」、「えさし」、釧路では「大雪」、「しれとこ」、苗穂では「かむい」、「そらち」（2代目）、「えりも」の各急行列車に、キハ21、22、27、56形と共に使用された。郡山にキハ24 4両が配置されたが、すぐに旭川、池田に移動し、旭川配置車が宗谷本線、天北線などで、池田配置車が根室本線、標津線、池北線などの周辺各線で運用された。

### 東日本地区
東日本地区では千葉に暖地向け、新潟、長野、小牛田、郡山に寒地向けが配置された。千葉配置車は房総各線の電化により1975年（昭和50年）に水戸、四国などに転じ、水戸の車両は水郡線と真岡線で運用された。新潟配置車は越後線・弥彦線などで運用されたが、両線が電化された1984年（昭和59年）に水戸に転出した。小牛田・郡山に配置された寒地向けは北上線、陸羽東線、石巻線、只見線などで運用され、急行「いなわしろ」に使用されることもあった。

### 西日本地区
西日本地区では寒地向けが高岡、福井、鳥取、米子、浜田に投入され、氷見線、城端線、高山本線北側、山陰本線、因美線、三江線などで、暖地向けが福井、七尾、亀山、和歌山、姫路、広島、長門、厚狭、小郡に新製配置され、関西本線、和歌山線、益田以東の山陰本線を除く中国地方全域で運用された。

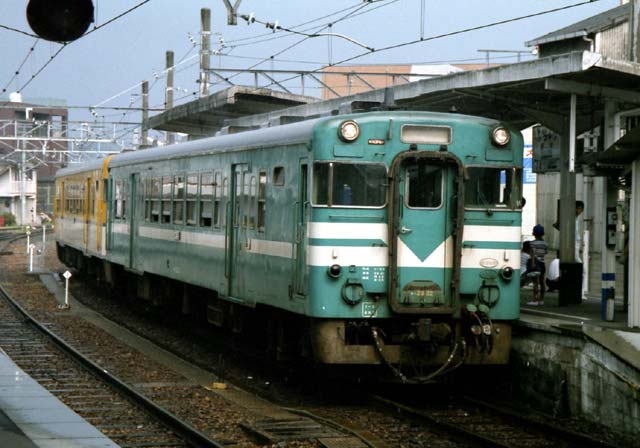
キハ23形加古川色
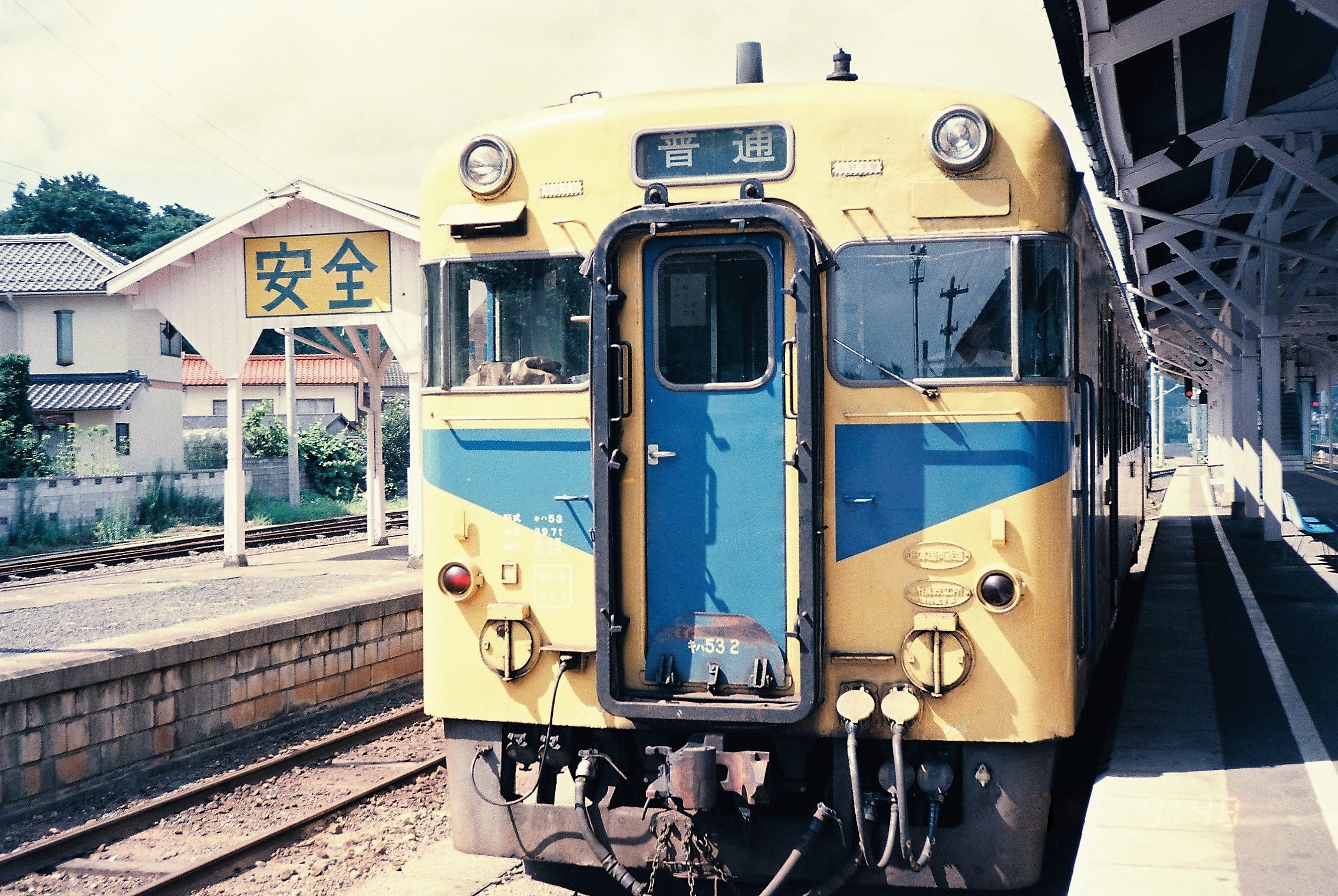
ヤマタノオロチ塗装の木次線キハ53 2（1988年）

### 四国地区
四国に新製配置された車両はなく、いったん北海道各地に配置され、夏季輸送に供された19両が1967年（昭和42年）に高松、徳島、高知に配置された。のちに、房総地区電化で千葉から転入した車両が追加されたが、配置は徳島に集約され、高徳線、牟岐線、徳島線で運用された。

### 九州地区

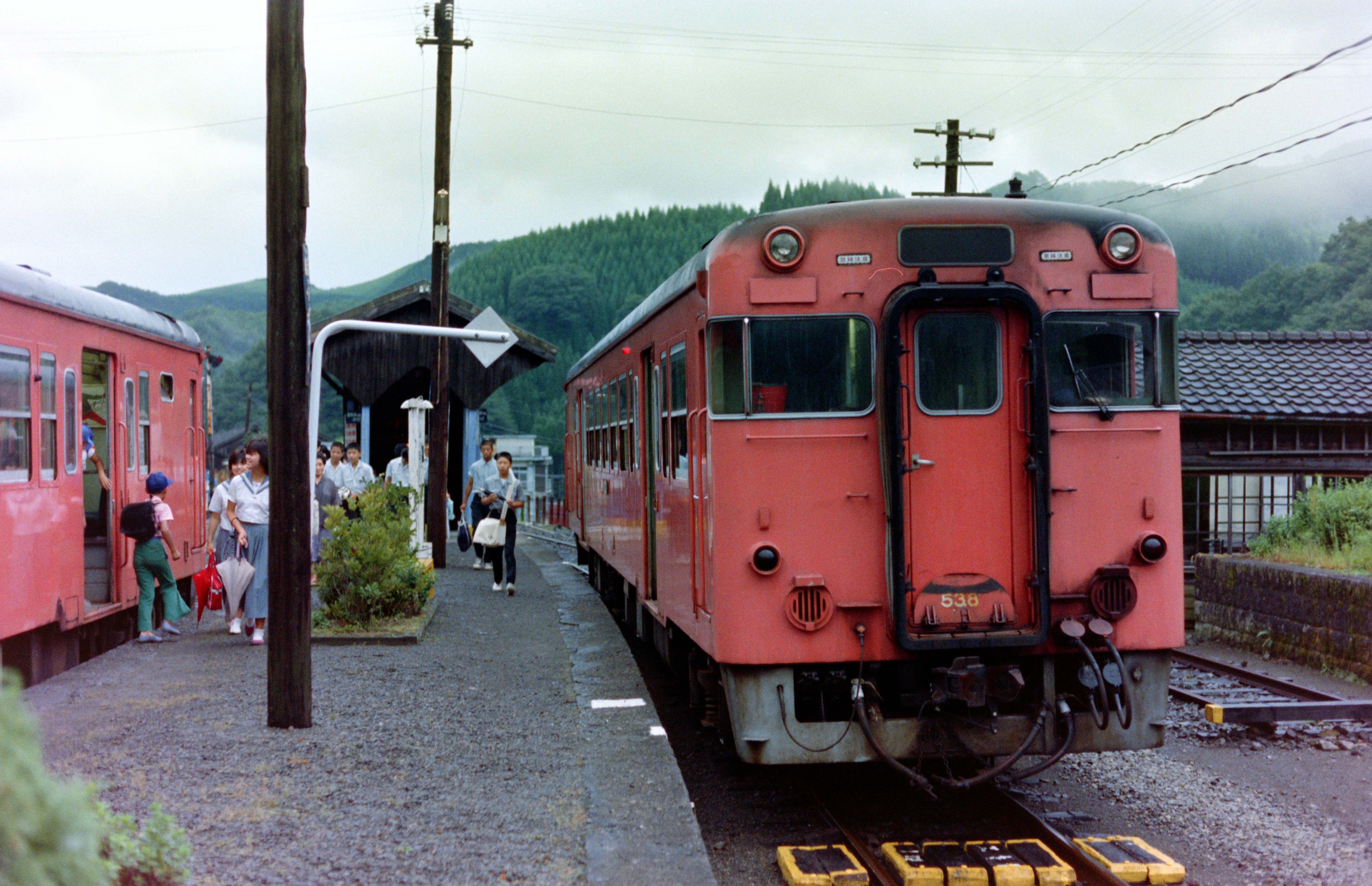
宮原線のキハ53 8（宝泉寺駅、1983年）

九州では直方、大分、鹿児島に計8両が新製配置されたにとどまったが、のちに直方には他地区からキハ23、キハ45が転入し、筑豊地区で使用された。
大分にはキハ45 600番台全2両とキハ53 8、9が配置され、豊肥本線、久大本線などで運用された。この4両は廃車まで大分を離れなかった。
鹿児島にはキハ53 100番台全2両が配置されたが、キハ45系の配置はこの2両のみだった。鹿児島近郊の吉都線、肥薩線、山野線などで運用され、急行「からくに」に使用されることもあった。この2両も廃車まで鹿児島を離れなかった。

## 保存車

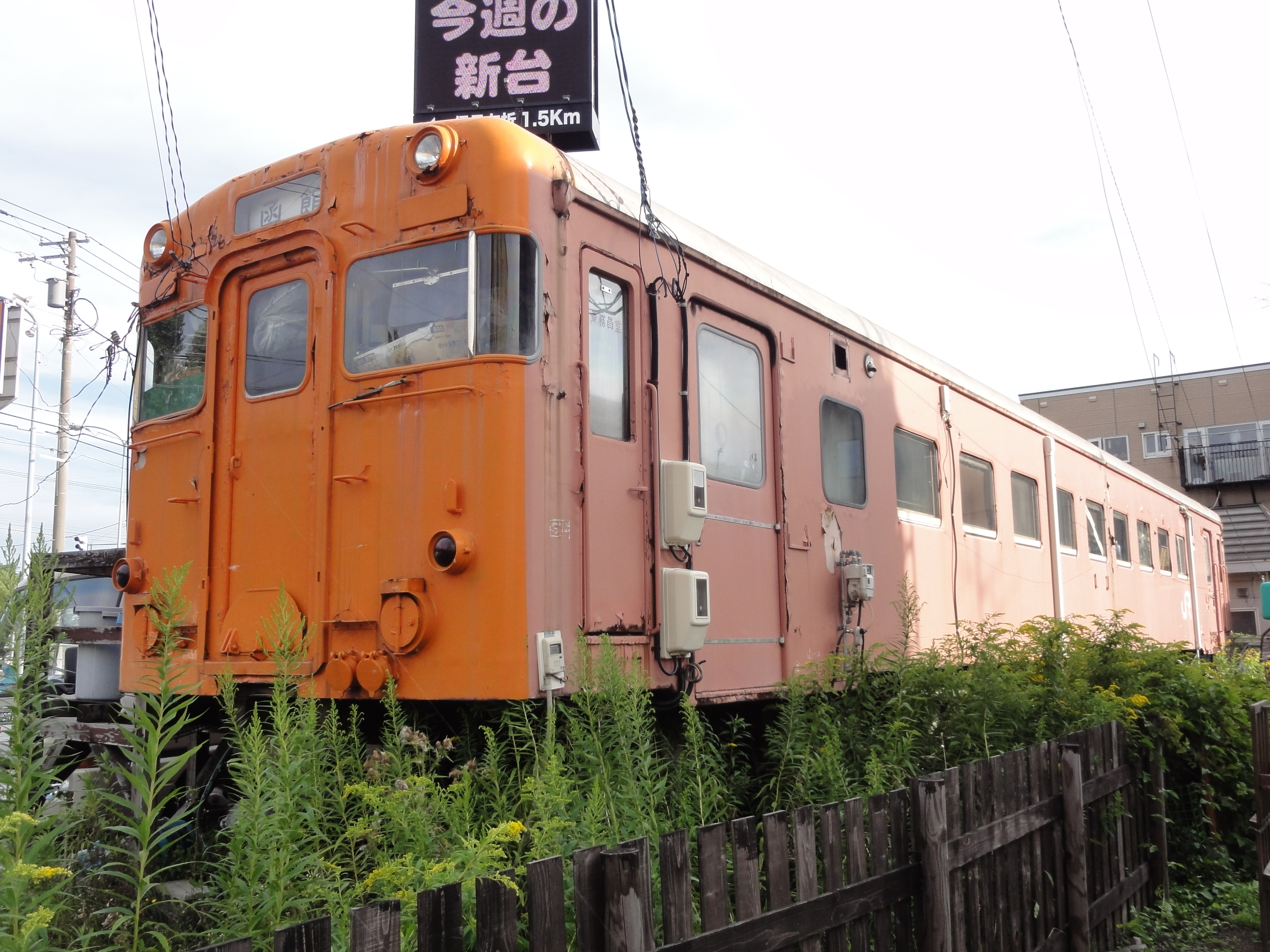
札幌市内の店舗で利用されていたキハ24 2
2011年8月撮影

キハ24 2が、廃車後札幌市内の店舗にて利用されていたが、2015年に解体処分された。片方の前頭部が個人で保存されている。